# 芳川地区 (松本市)

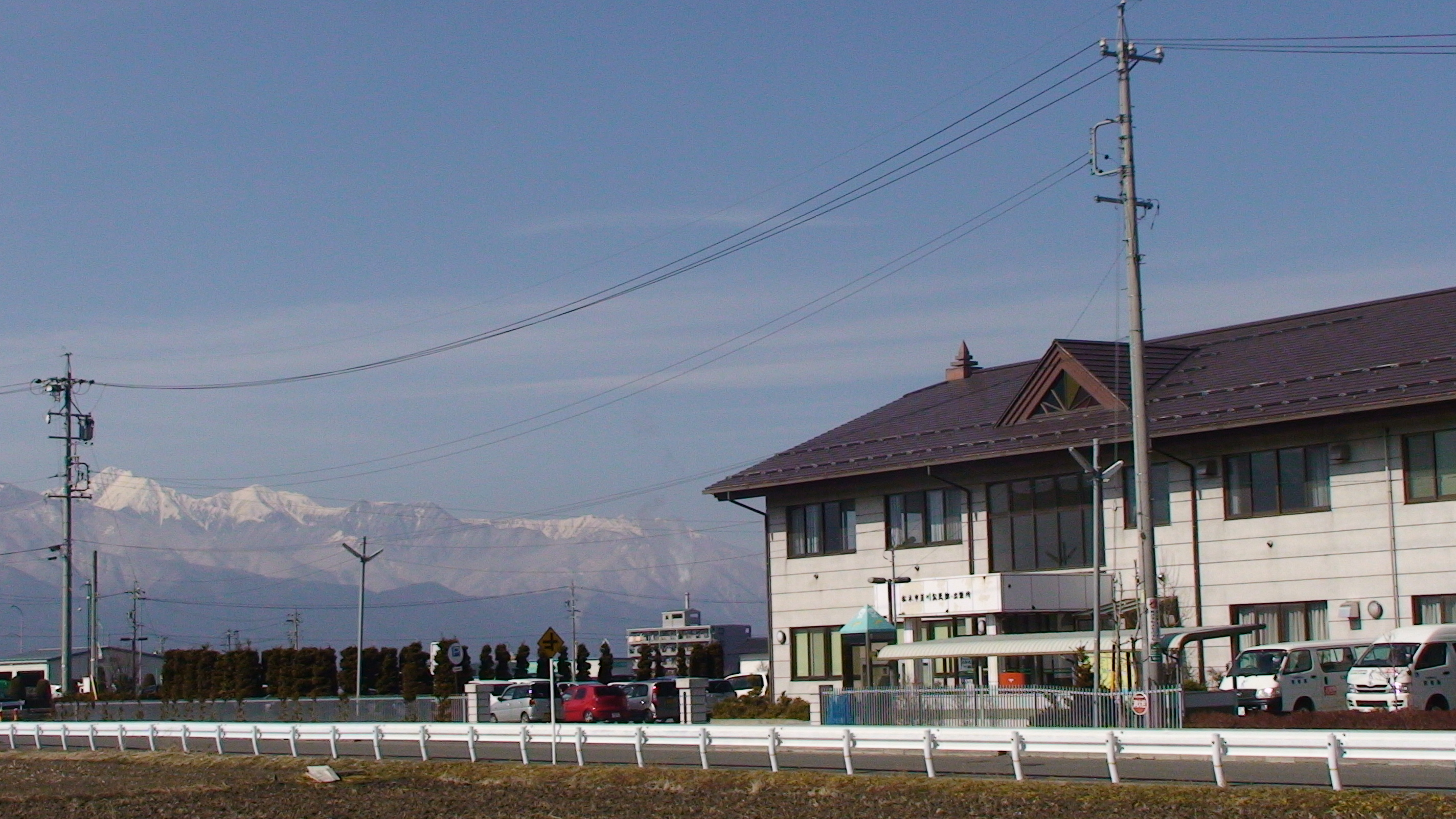
松本市役所芳川出張所

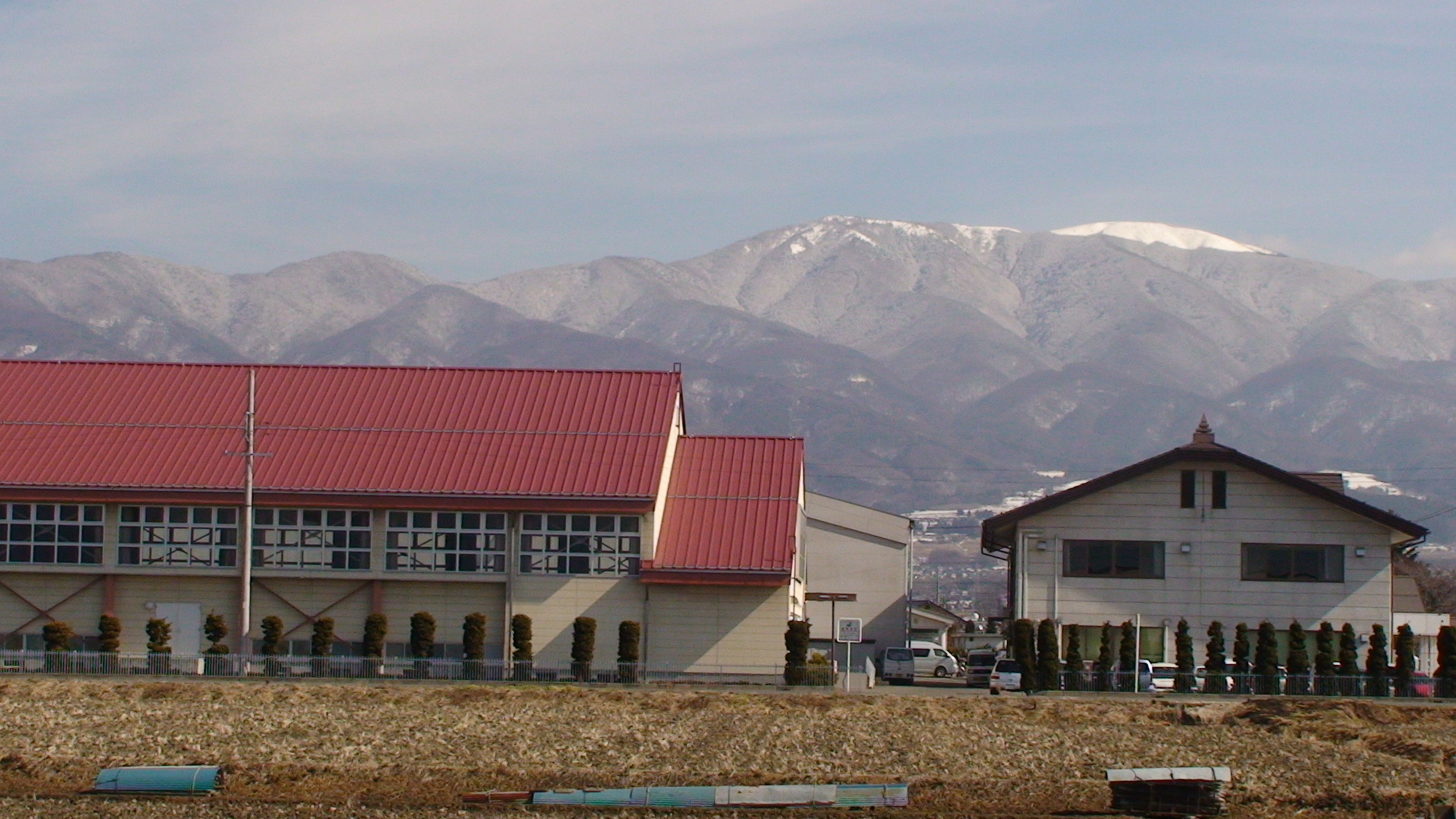
芳川体育館

芳川地区（よしかわちく）は長野県松本市の南部の地区。旧芳川村域とほぼ一致（芳野除く）、松本市役所芳川出張所の管轄範囲と大部分が一致する（芳野は本庁管内）。面積は6.48km2。人口は16,828人（2016年10月1日現在）で松本市内の地区では寿地区に次ぐ。国道19号沿いには郊外型店が集中し、木工団地周辺などでは工場が多い。その他は住宅が多い。

## 地理
芳川地区を管轄する芳川出張所は北緯36度11分10秒 東経137度57分26秒 / 北緯36.18611度 東経137.95722度に位置し、松本市役所からは約6km離れている。
- 河川：奈良井川、田川

### 地区内のエリア
- 野溝木工
- 野溝西
- 野溝東
- 市場
- 平田東
- 平田西
- 村井町北
- 村井町南
- 村井町西
- 小屋南
- 小屋北

### 人口
芳川地区は高度経済成長期以降、現在も人口が大きく伸びている地区である。
芳川地区の人口推移（松本市に編入されて以降）[単位：人]
| 年     | 人口   |
| ------ | ------ |
| 1955年 | 4,657  |
| 1960年 | 5,078  |
| 1965年 | 7,332  |
| 1970年 | 9,138  |
| 1975年 | 11,061 |
| 1980年 | 12,183 |
| 1985年 | 13,398 |
| 1990年 | 13,555 |
| 1995年 | 15,646 |
| 2000年 | 16,108 |
| 2005年 | 16,737 |

## 経済

### 産業
- 松本市木工団地

## 地域

### 教育
- 松本市立筑摩野中学校
- 松本市立芳川小学校

## 交通

### 鉄道
- 篠ノ井線
  - 村井駅
  - 平田駅

### 道路
- 一般国道
  - 国道19号
- 長野県道
  - 長野県道48号松本環状高家線
  - 長野県道287号町村白川村井停車場線
  - 長野県道295号平田新橋線